# Gut Panker

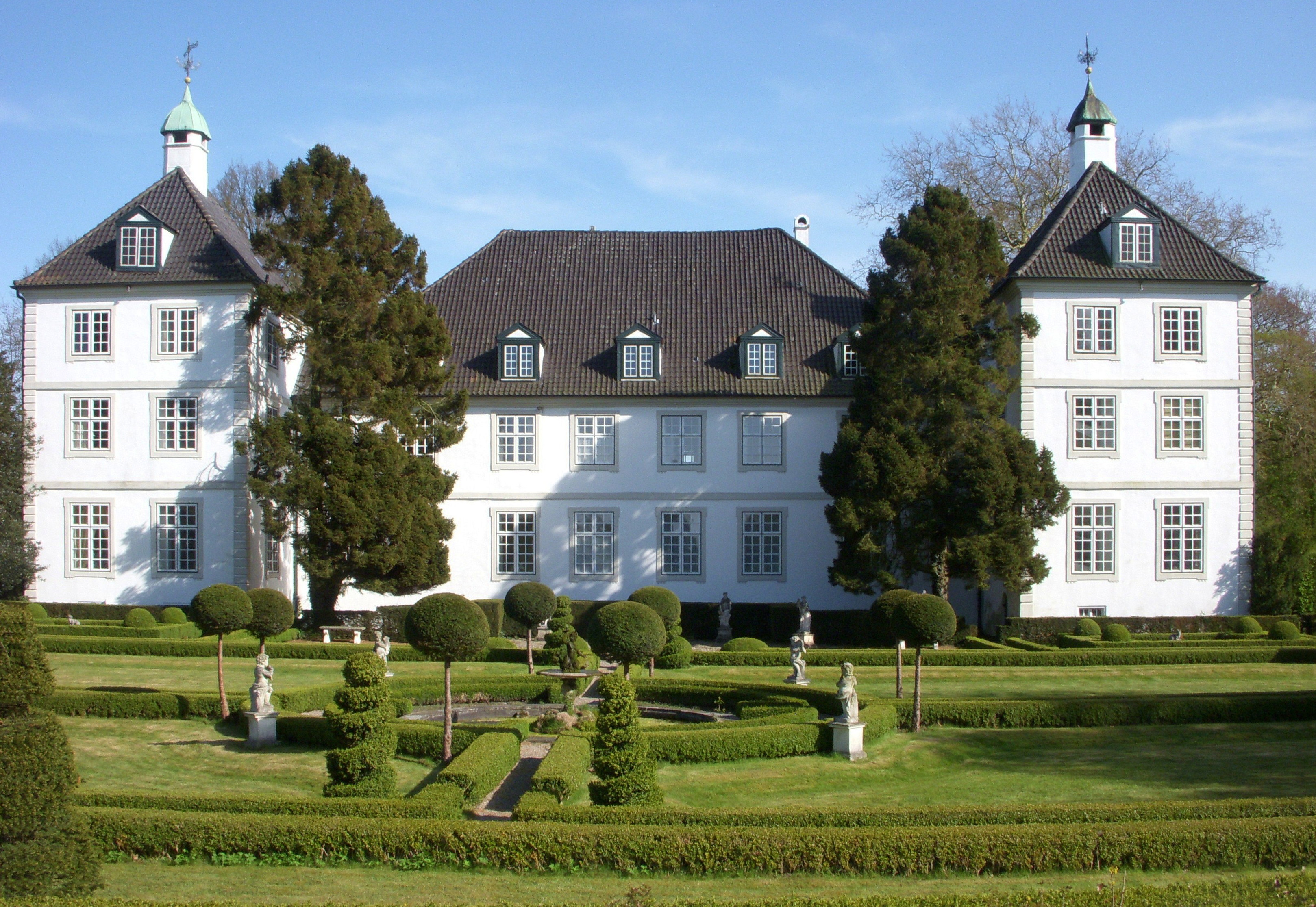
Gut Panker, huvudbyggnaden, maj 2012.

Gut Panker (ibland även kallad Schloss Panker) är ett gods beläget i kommunen (Gemeinde) Panker i Schleswig-Holstein, norra  Tyskland. Anläggningen har rötter från sena medeltiden och ägdes av bland andra av Sveriges konung Fredrik I. Godset med tillhörande lantegendomen är i privat ägo och tillhör idag Hessische Hausstiftung (en stiftelse bildad av den Hessiska ätten).

## Historik

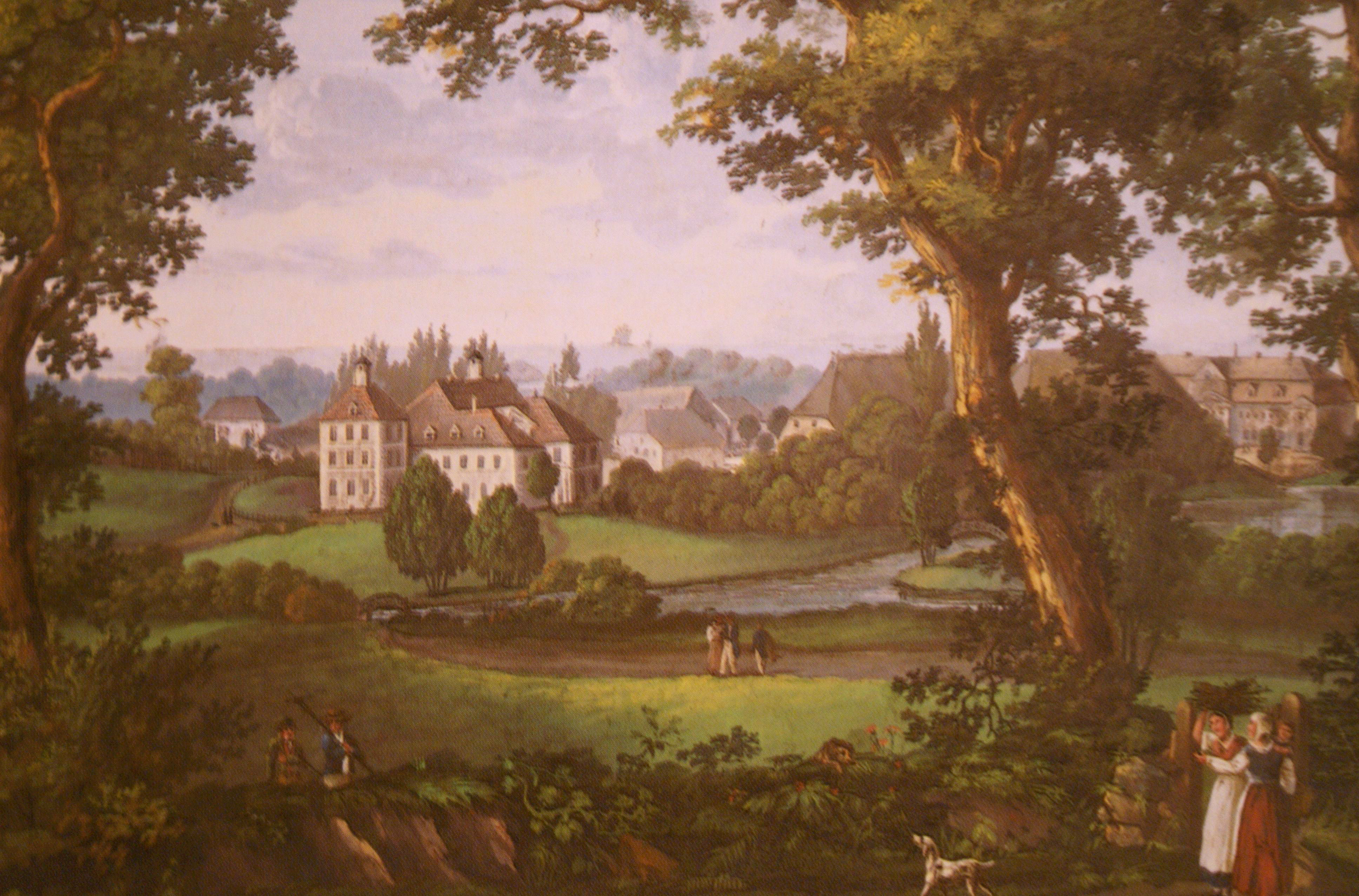
Schloss Panker på 1800-talet.

På platsen för dagens Gut Panker fanns en herrgård redan under Vendernas tid (tidiga medeltiden 400-500-talet). Under sena medeltiden föll egendomen i släkten Rantzaus ägo, som lät omkring 1650 uppföra det som utgör kärnan i dagens huvudbyggnad. Sista ägaren i familjen Ranzau var Hans Rantzau som 1739 sålde egendomen strax före in död till dåvarande kungen av Sverige Fredrik I. Han förvärvade Panker samt några gods i närheten som försörjning för sina utomäktenskapliga söner Fredrik Vilhelm von Hessenstein och Karl Edvard von Hessenstein som han hade med sin mätress Hedvig Taube.
Efter den yngre sonens död blev Panker Fredrik Vilhelm von Hessensteins huvuddomicil. I sitt testamente anordnade Fredrik Vilhelm att Panker skulle stanna som fideikommiss i den Hessiska ätten. Som första arvtagare tillträdde Karl II av Hessen-Kassel som dock huvudsakligen residerade på slott Gottorp. Jorden brukades men byggnaderna stod ofta tomma. Fredrik Vilhelm von Hessenstein dog på Panker den 27 juli 1808. År 1868 föddes här Fredrik Karl av Hessen, troligen mest känd för att han i oktober 1918 valdes till kung av Finland, en befattning han emellertid aldrig tillträdde och avsade sig i december samma år.
Efter första världskriget såldes delar av egendomen till bönder i omgivningen. 1928 bildades stiftelsen Hessische Hausstiftung för att garantera att godset skulle stanna inom släkten. Efter andra världskriget grundades en hästavel för trakehnare. 1954 utfördes en genomgripande renovering av huvudbyggnaden.
Fram till slutet av 1980 präglades godset av jordbruksverksamheten och har sedan dess anpassats till turism. I de kringliggande byggnaderna etablerade sig gallerier, konsthantverk samt restauranger och kaféer. Gut Panker med tillhörande jordbruk förvaltas för närvarande (2009) av Moritz av Hessen och dennes son Donatus av Hessen. Huvudbyggnaden bebos och är därför inte tillgänglig för allmänheten.

## Byggnader och parken
Huvudbyggnadens mellandel härrör från 1650-talet och utökades under 1700-talet med flygelbyggnader i barock stil. I början av 1800-talet till- och påbyggdes huset ytterligare. Ursprungligen omgavs Panker av en stor barockträdgård. På 1800-talet omgestaltades trädgården i en engelsk park.
Nordost om huvudbyggnaden återfinns porthuset, som ursprungligen avgränsade godsets innergård. Byggnaden uppfördes 1790 och var både portalbyggnad samt bostadshus för kavaljerer. Numera finns semesterlägenheter i huset. En del ekonomibyggnader förstördes i en anlagd brand 1957, men några finns kvar och nyttjas idag som ridstall och några gallerier.
I nordväst står i slutet av en allé godsets eget kapell, som byggdes 1890 i historiserande stil med fasader gestaltade i rött murtegel och rusticerande hörnkedjor. Här hålls inga regelbundna gudstjänster längre, men kapellet kan hyras för vigslar.

## Bilder

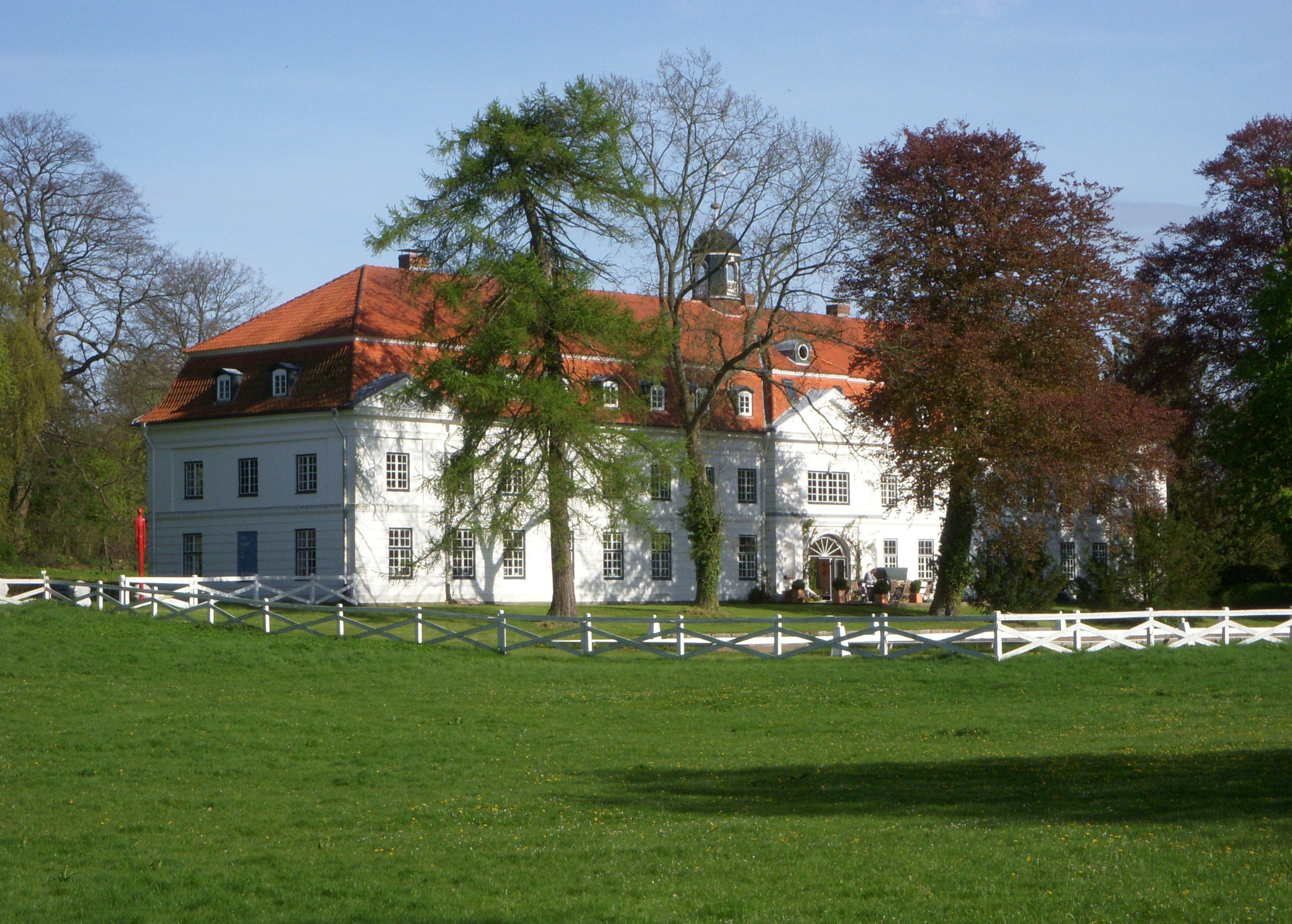
Porthuset
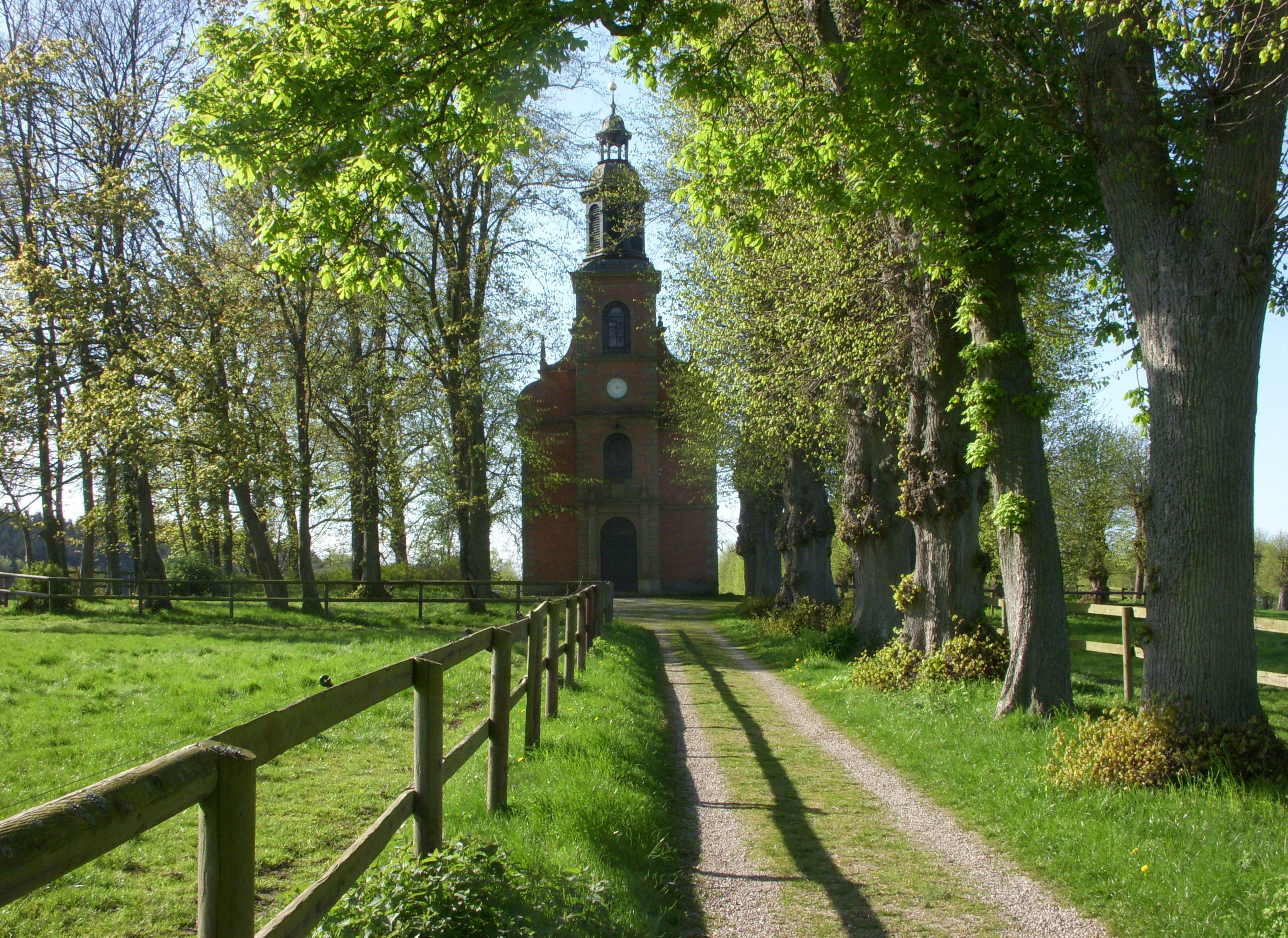
Godskapellet
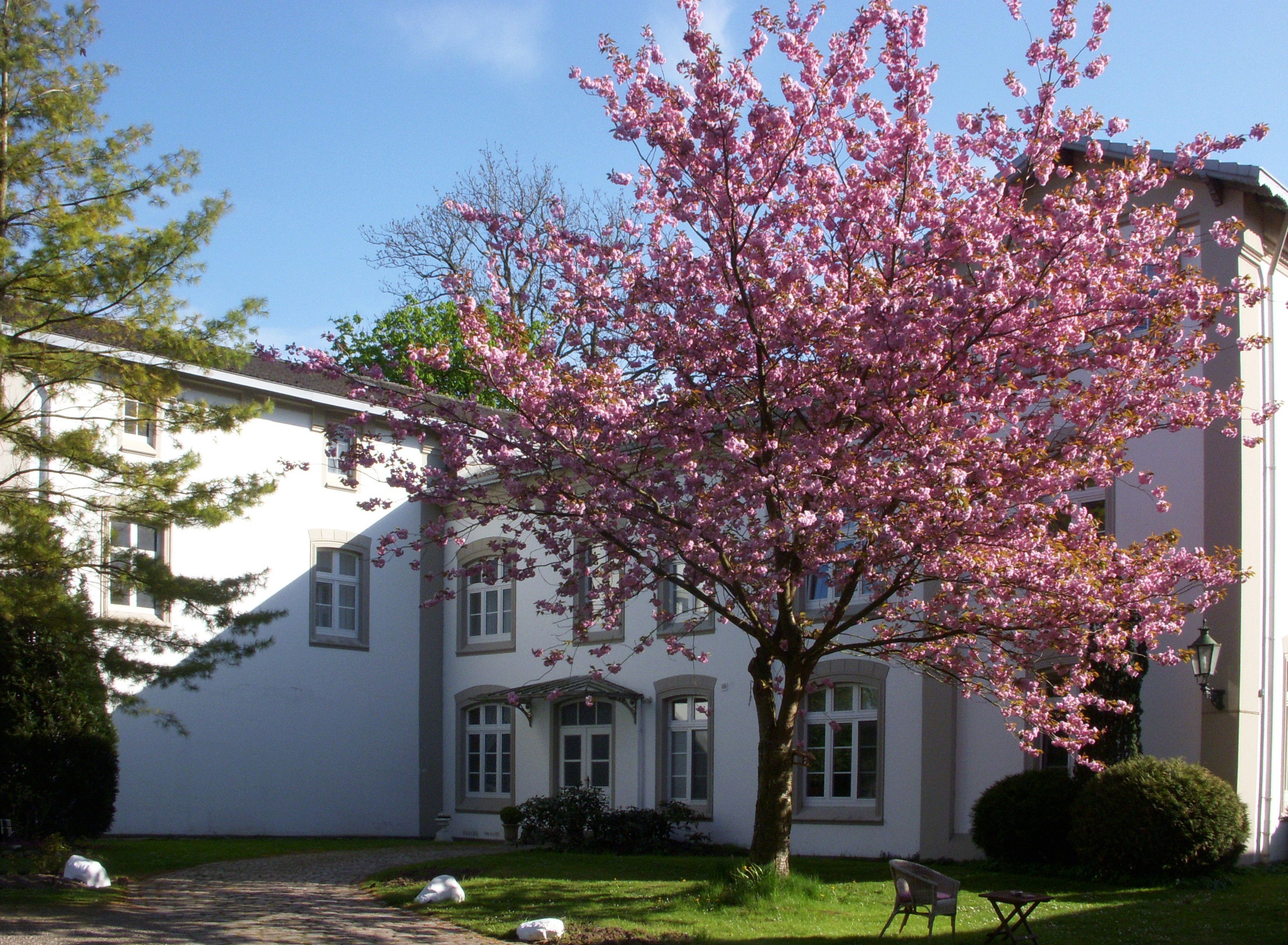
Panker Design
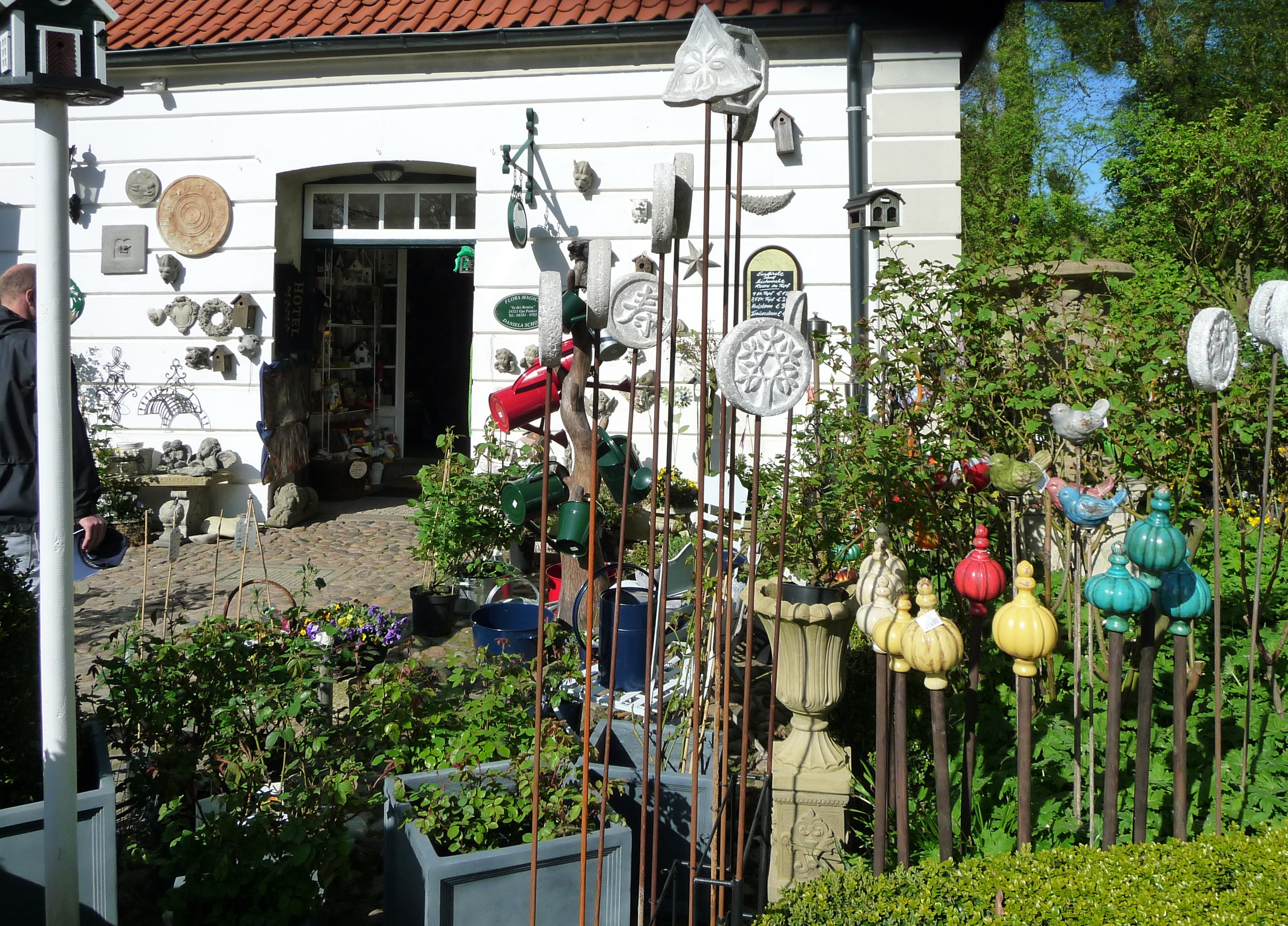
Flora Magica